# Grzegorz Gadziomski
Grzegorz Gadziomski (ur. w 1961) – polski aktor. W 1986 roku ukończył wrocławskie PWST.
W 1986 występował w Teatrze im. Stefana Żeromskiego w Kielcach, w latach 1987–1990 w Teatrze Narodowym w Warszawie, w latach 1991–1992 w Teatrze Szwedzka 2/4 w Warszawie. Od 1995 aktor Teatru Polskiego w Warszawie.
Znany jest także z występów w reklamach, głównie w tych z ostatnich lat (szczoteczki Oral B i sieć T-Mobile w 2011, markety Biedronka po zmianie logotypu w 2012) ale też tych starszych z lat 90. obecnych w serwisie YouTube (płatki Nestle Pacific Corn Flakes – 1995, mąka Pokusa – 1996–1997).

## Filmografia
- 2017: W rytmie serca jako profesor Piwoń
- 2013: 2XL jako lekarz (odc. 10)
- 2013: Lekarze (odc. 34)
- 2012: Prawo Agaty jako Marian Konopka (odc. 7)
- 2012: Przyjaciółki jako sierżant Jerzy Kawka
- 2011: Ludzie Chudego jako sierżant
- 2011: Hotel 52 jako Jarek (odc. 43)
- 2010: Czas honoru jako prokurator „Biały” (odc. 38 i 39)
- 2006: Fala zbrodni jako Wiktor Mariański (odc. 60)
- 2002–2004: Ludzie wśród ludzi
- 2002–2010: Samo życie jako Andrzej Kornacki, dziennikarz „Samego Życia”
- 2001: Marszałek Piłsudski jako Zawadzki, gość w salonie siostry Piłsudskiego (gościnnie)
- 2000–2001: Miasteczko jako Tadek, członek zarządu Zagórzyna
- 2000–2001: Adam i Ewa jako dr Jakubiczka, lekarz domowy Wernerów
- 1985: Daleki dystans jako Jacek Kowal